# Achiel Wallays
Achiel Odil Wallays (Wevelgem, 21 augustus 1895 - Waregem, 26 maart 1978) was een Belgisch politicus voor de CVP.

## Levensloop
In 1946 werd hij aangesteld als burgemeester van Wevelgem in opvolging van zijn broer Remi Wallays. Zelf werd hij in 1970 als burgemeester opgevolgd door Hector Duhamel. Tevens was hij provincieraadslid van de provincie West-Vlaanderen.